# Кваковце
Кваковце (словац. Kvakovce) — село и одноимённая община в округе Вранов над Топлёу Прешовского края Словакии.

## История
Впервые упоминается в 1345 году.
В селе есть римо-католический костел с 1774 года в стиле барокко-классицизма с колокольней с 1850 года. В части Добра-над-Ондавою является римо-католический костел с начала XVI века, перестроенный в XIX веке и усадьба с начала XIX века в стиле классицизма.

## Население
| Год:                | 1994 | 2004    | 2014     | 2024     |
| ------------------- | ---- | ------- | -------- | -------- |
| Количество человек: | 474  | 454     | 523      | 456      |
| Разница:            |      | −4,21 % | +15,19 % | −12,81 % |

Национальный состав населения (по данным последней переписи населения 2001 года):
- словаки — 99,57 %
- чехи — 0,22 %
- моравцы — 0,22 %

Состав населения по принадлежности к религии состоянию на 2001 год:
- римо-католики — 77,42 %
- протестанты — 11,61 %
- греко-католики — 4,73 %
- не считают себя верующими или не принадлежат к одной конфессии — 4,09 %